# Разум (часопис)
Разум (енгл. Reason) водећи је либертаријански месечни часопис који у САД издаје непрофитна Задужбина Разум.
Разум је 1968. године основао Лени Фридландер као студентски часопис на Бостонском универзитету, мимеографско издање које је излазило мање-више једном месечно. 1971. године су га купили Роберт Пул, Мануел Клаузнер и Тибор Мејкан, који су часопис поставили на редовније излажење, прво из Пулове гараже у Санта Барбари, затим из правих просторија у истом граду, те од 1986. из Лос Анђелеса. Данас, особље часописа (њих скупа 14) раштркано је широм САД. Главни и одговорни уредник од 2000. године је Ник Гилеспи. Потпуни садржај штампаног месечника је са двомесечном задршком слободно расположив и на мрежном месту Разум онлајн, које се ажурира сваког дана.
Као штампани месечник, Разум се бави политиком, културом и идејама кроз мешавину вести, анализе, коментара и прегледа. Мото часописа је „слободни умови и слободна тржишта“. Часопис је, речима Гилеспија, „посвећен свету све ширег избора – стила живота, идентитета, добара, радних договора, и другог – и истражује институције, смернице и ставове нужне за такав свет“. Попут либертаријанаца најчешће описиван као друштвено либералан и фискално конзервативан, Разум су хвалили ултра-десничар Раш Лимбо ("добар, добар часопис") и ултра-левичарска Америчка лига за грађанске слободе (чија га је председница Надин Стросен назвала „вредним савезником“ и „страственим браниоцем слободе говора"); или, речима Колумбуске отправе, Разум „успева да увреди левичаре својом одбраном биотехнологије, слободне трговине и избора школе, чак и док згражава конзервативце подржавајући хомосексуалне бракове, отворену имиграцију и легализацију дрога“.
У јуну 2004. Разум је привукао пажњу јавности насловном причом о снази усмереног маркетинга подржаног базама података, у којем је сваки од 40.000 претплатника добио примерак са својим именом и сателитским снимком своје куће или радног места на насловној страни.
Штампано издање Разума излази 11 пута годишње (август и септембар имају један број) у тиражу од око 40.000 примерака, док мрежно место привлачи 1.750.000 посета месечно. Четири пута у најужем избору за америчке Националне награде за часописе, Разум је три пута био на списку "50 најбољих часописа“ у Сједињеним државама у избору Чикашког трибуна и 2005. године освојио награду „Меги“ за најбољи политички часопис Удружења западних издања. Разум онлајн од 2002. одржава и групни блог Удари и бежи (Hit & Run), који је био један од најбољих политичких блогова у избору Плејбоја, Вашингтонца, и других.
Графички изглед Разума су, на наговор оснивача технолошког часописа На жици (Wired) Луиса Розетоа, 2001. редизајнирали Ерик Спикерман, чувени немачки типограф, дизајнер и професор, изумитељ словног фонта „Мета“, и Сузана Дулкинис, која је за Розетоа радила за На жици. Нови изглед је „чистији, модернији, и користи „Мета“ фонт кроз цео часопис“.
Разум није повезан са Либертаријанском странком САД.